# De Nygifte (film fra 1915)
 For alternative betydninger, se De Nygifte. (Se også artikler, som begynder med De Nygifte)
De Nygifte er en dansk stumfilm fra 1915 instrueret af Lau Lauritzen Sr. og efter manuskript af Carl Waldemar.

## Handling
Denne artikel mangler et handlingsreferat. Hjælp os med at skrive det.

## Medvirkende
- Lauritz Olsen, Aage Schultz
- Agnes Andersen, Sigrid Schultz
- Carl Schenstrøm
- Axel Boesen